# Czerniewicze (gmina)
Czerniewicze – dawna gmina wiejska istniejąca do 1929 roku w woj. nowogródzkim/Ziemi Wileńskiej/woj. wileńskim w Polsce (obecnie na Białorusi). Siedzibą gminy były Czerniewicze (150 mieszk. w 1921 roku).
Na samym początku okresu międzywojennego gmina Czerniewicze należała do powiatu dziśnieńskiego w woj. nowogródzkim. 13 kwietnia 1922 roku gmina wraz z całym powiatem dziśnieńskim została przyłączona do Ziemi Wileńskiej, przekształconej 20 stycznia 1926 roku w województwo wileńskie.
Gminę zniesiono 11 kwietnia 1929 roku, a jej obszar włączono do gmin Jazno, Łużki, Plissa i Prozoroki.

## Demografia
Według Powszechnego Spisu Ludności z 1921 roku gminę zamieszkiwało 2 557 osób, 826 było wyznania rzymskokatolickiego, 1 719 prawosławnego, 2 staroobrzędowego, 10 mojżeszowego. Jednocześnie 182 mieszkańców zadeklarowało polską przynależność narodową, 2 373 białoruską, 4 małoruską, 1 litewską a 1 rosyjską. Było tu 428 budynków mieszkalnych.